# Agrypnia acristata
Agrypnia acristata är en nattsländeart som beskrevs av Wiggins 1998. Agrypnia acristata ingår i släktet Agrypnia och familjen broknattsländor. Inga underarter finns listade i Catalogue of Life.